# Bearded collie
De bearded collie is een hondenras, afkomstig uit Schotland. Zoals alle collies is hij een herder, die zijn oorsprong in de Schotse Hooglanden heeft. De voorouders van de bearded collie zouden honden zijn geweest die in 1514 met een schip uit Polen in Schotland aankwamen, en geruild werden tegen een ram en een ooi. Door het heersende klimaat in de Schotse Hooglanden was er behoefte aan een hond met een dikke vacht. Zo ontstond de bearded collie. In de loop der jaren werd de ruwe vacht van vroeger de zijdeachtige vacht van vandaag. De vacht heeft wel regelmatige verzorging nodig. Schofthoogte van 51 tot 56 centimeter, gewicht van 18 tot 27 kilogram. De worpgrootte is gemiddeld 7 pups.

## Omschrijving

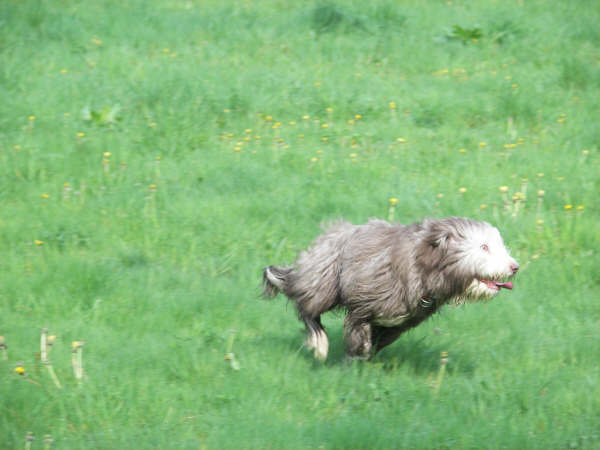
Een jonge fawn beardie.

### Kleuren
Leikleurig, alle schakeringen van grijs, roodachtig bruin, zwart, blauw, bruin en zandkleurig met of zonder witte aftekeningen. Als de hond wit heeft, dan alleen op de voorsnuit, als bles op de schedel, aan de staartpunt, op de borst, benen en voeten, indien aan de hals dan niet achter de schouder, uitgaande van de inplanting. Ook geen wit boven de hakken aan de buitenzijde van de achterbenen. Enige tan-aftekening is toegestaan op de wenkbrauwen, aan de binnenkant van de oren, op de wangen, onder de staartaanzet en op de benen tussen de hoofdkleur en het wit.

### Karakter
Een slanke, actieve hond, langer dan hij hoog is, in de verhouding van ongeveer 5:4. Hoogte gemeten vanaf de schoft, lengte vanaf de borst tot het zitbeen. Teven mogen iets langer zijn. De hond moet, hoewel stevig gebouwd, voldoende daglicht onder het lichaam laten zien en mag niet te zwaar gebouwd tonen. Een levendige, onderzoekende uitdrukking is een onderscheidend kenmerk van dit ras.
Karakteristieken
Attent, levendig, vol zelfvertrouwen en actief.
De bearded collie is een vrolijke, intelligente, enthousiaste, speelse en levendige hond met een zeer zachtaardig karakter
Temperament
Een evenwichtige, intelligente werkhond, zonder enige tekenen van nervositeit of agressie.
Deze hond past zich goed aan zijn omgeving aan, is leergierig en is actief, zelfs tot op oudere leeftijd.
Zijn zachte karakter maakt hem zeer geschikt voor een familie met kinderen of baasjes die voor het eerst een hond in huis nemen. Vlotte omgang met andere huisdieren is in de regel geen probleem.

## Huisdier
Een bearded collie is zeer geschikt om te houden als huisdier vanwege zijn vriendelijke karakter, speelsheid tot op hoge leeftijd, intelligentie waardoor hij snel dingen kan leren, verdraagzaamheid ten opzichte van andere honden en mensen, onvermoeibare vrolijkheid, eigenwijsheid, pienter, aanhankelijke aard en energieke uitstraling.
Minpunten
De rommel die hij mee naar binnen neemt, gevoeligheid voor harde geluiden, zijn intelligentie, waardoor hij soms kans ziet uw huishouden te regelen, vachtonderhoud, de harde blaf.

### Training
De bearded collie is bijzonder gemakkelijk te trainen. Zindelijkheid van een pup is vaak in een paar dagen bereikt.
Bearded collies leren snel en reageren goed op een vriendelijke aanpak. Een bearded collie is niet geschikt voor een harde aanpak.
De bearded collie is een vrolijke werkhond en uitermate geschikt voor allerlei takken van hondensport, zoals Fly-ball, behendigheid/agility, frisbeesport, gehoorzaamheid, schapen hoeden, doggy-dance etc. Onder druk presteert de bearded collie niet. Dit resulteert in een averechts effect.
Een bearded collie heeft voortdurend (geestelijke) afleiding, aandacht en beweging nodig.

### Vachtonderhoud
Dubbel met een dichte, zachte, wollige ondervacht. Bovenvacht recht, hard en ruig, niet wollig en zonder krul, al is een lichte slag toegestaan. De lengte en de dichtheid van het haar moet voldoende zijn om een beschermende vacht te vormen en de belijning van de hond te doen uitkomen zonder dat de vacht de lijnen van het lichaam verdoezelt. De vacht mag op geen enkele wijze worden getrimd. De neusrug moet spaarzaam bedekt zijn met haar, dat aan de zijkant iets langer mag zijn om juist de lippen te bedekken. Vanaf de wangen, de onderlippen en vanonder de kin wordt de vacht naar de borst toe steeds langer en vormt zo de typische baard.
Een wekelijkse borstelbeurt is meestal genoeg. Bearded collies verharen verrassend genoeg nauwelijks.

### Energie
Een bearded collie is een zeer vrolijke en energieke hond. Hoewel hij zich goed kan aanpassen aan elke situatie is het minste wat hij vraagt een dagelijks grote wandeling.

## Sociaal
Teefjes zijn doorgaans uitbundiger dan de reu, maar ook koppiger. Zowel teefjes als de reuen zijn zeer aanhankelijk.

## Erkende rasverenigingen
Er zijn in Nederland drie door de Raad van Beheer erkende rasverenigingen. Dit betreft de Nederlandse Bearded Collie Club (NBCC), Bearded Collie Holland (BCH) en de Bearded Collie Vereniging Nederland (BCVN). De verenigingen werken met protocollen om de incidentie van erfelijke afwijkingen terug te dringen en organiseren activiteiten voor de leden.
Australian stumpy tail cattle dog ·
Australische herder ·
Australische veedrijvershond ·
Bearded collie ·
Beauceron ·
Belgische herder ·
Bergamasco ·
Berghond van de Maremmen en Abruzzen ·
Bobtail ·
Boheemse herder ·
Bordercollie ·
Bouvier des Ardennes ·
Bouvier (des Flandres) ·
Briard ·
Ca de bestiar ·
Cão da Serra de Aires ·
Cão de fila de São Miguel ·
Catalaanse herder ·
Ciobanesc romanesc carpatin ·
Ciobanesc romanesc mioritic ·
Duitse herder ·
Hollandse herder ·
Karpatische herdershond ·
Kelpie ·
Komondor ·
Kroatische herder ·
Kuvasz ·
Lancashire heeler ·
Miniature American Shepherd ·
Mudi ·
Picardische herdershond ·
Polski owczarek nizinny ·
Puli ·
Pumi ·
Pyrenese herdershond ·
Saarlooswolfhond ·
Schapendoes ·
Schipperke ·
Schotse herdershond ·
Sheltie ·
Slovenský čuvač ·
Tatrahond ·
Tsjecho-Slowaakse wolfhond ·
Welsh corgi Cardigan ·
Welsh corgi Pembroke ·
Zuid-Russische owcharka ·
Zwitserse witte herder